# دنزل فورستر
دنزل فورستر (بالإنجليزية: Denzil Forrester)‏ هو رسام غرينادي وبريطاني، ولد في 1956 في غرينادا.